# Kemplich
Kemplich là một xã trong vùng Grand Est, thuộc tỉnh Moselle, quận Thionville-Est, tổng Metzervisse. Tọa độ địa lý của xã là 49° 19' vĩ độ bắc, 06° 23' kinh độ đông. Kemplich nằm trên độ cao trung bình là m mét trên mực nước biển, có điểm thấp nhất là 228 mét và điểm cao nhất là 350 mét. Xã có diện tích 5,54 km², dân số vào thời điểm 1999 là 120 người; mật độ dân số là 21 người/km². Kemplich nằm khoảng 17 km về phía đông nam của Thionville, thuộc Pháp từ năm 1661.

## Thông tin nhân khẩu
| 1962 | 1968 | 1975 | 1982 | 1990 | 1999 |
| ---- | ---- | ---- | ---- | ---- | ---- |
| 153  | 185  | 163  | 159  | 137  | 120  |